# Temple del Cel
El Temple del Cel o Altar del Cel (en xinès tradicional: 天壇; en xinès simplificat: 天坛; en pinyin: Tiāntán); és un complex imperial d'edificis religiosos dedicats al culte, situats al sud-est de Pequín, la capital xinesa. Era visitat pels emperadors de les dinasties Ming i Qing per a les cerimònies anuals de pregària al cel per a una bona collita. S'ha considerat com un temple taoista, encara que l'adoració xinesa del Cel és anterior a aquesta religió.

## Característiques
El complex es troba localitzat en un entorn de jardí, poblat per boscos de pi històrics, envoltat per un doble mur rectangular. El mur exterior només té diverses portes des de l'oest, en canvi l'interior consta de quatre accessos que s'obren en les quatre direccions. El traçat general, i també el de cada edifici, simbolitza la relació entre la terra i el cel, és a dir, entre el món dels humans i el món dels déus. Aquest tema se situa al centre de la cosmogonia xinesa, amb el rol principal de l'emperador en aquesta relació com a mitjancer entre ambdós. El monument passà a formar part del patrimoni de la UNESCO el 1998. Consta d'una superfície de 273 hectàrees, tot i que d'aquestes només una petita porció està dedicada a edificacions, la majoria l'ocupa la vegetació. En total hi ha un total de 92 edificis i 600 habitacles en tot el complex. El temple del cel està format per dos conjunts enllaçats per un camí sagrat, dels quals destaquen els edificis de la Volta Imperial del cel (al sud) i el Temple de la Pregària per les Bones Collites (al nord). Amb aquesta extensió és considerat el complex d'edificis sacrificials més complet i extens que existeix a la Xina i el complex d'edificis per dur a terme sacrificis al cel més gran del món.
Altres dinasties van construir altars per retre culte al cel, però aquest és sens dubte el més representatiu de l'antiga cultura de sacrificis xinesa, una peça mestra.

## Història de la construcció
L'anterior altar del cel i de la terra, l'original, va ser iniciat el 1406 i completat el 1420, durant el 18è any de regnat de l'emperador Yongle, de la dinastia Ming, al sud de la Ciutat Prohibida, obra del mateix emperador. El 1530 es va prendre la decisió d'ampliar el complex i separar els temples, passant a oferir sacrificis separats al cel i la terra, en l'època de l'emperador Jiajing, fet que va causar la construcció de l'Altar Circular per fer sacrificis dedicats especialment al cel i de l'Altar de la Pregària per les Bones Collites, construint el Temple de la Terra al nord de Pequín. El temple del cel i de la terra va ser renomenat com a Temple del Cel únicament. Aquest període va configurar l'aspecte actual del complex. Va ser durant la dinastia Qing que l'emperador Qianlong va reconstruir el complex i en va reforçar els murs, que actualment tenen una llargària de 5 km, formant el complex tal com s'entén avui en dia, juntament amb Guangxu.

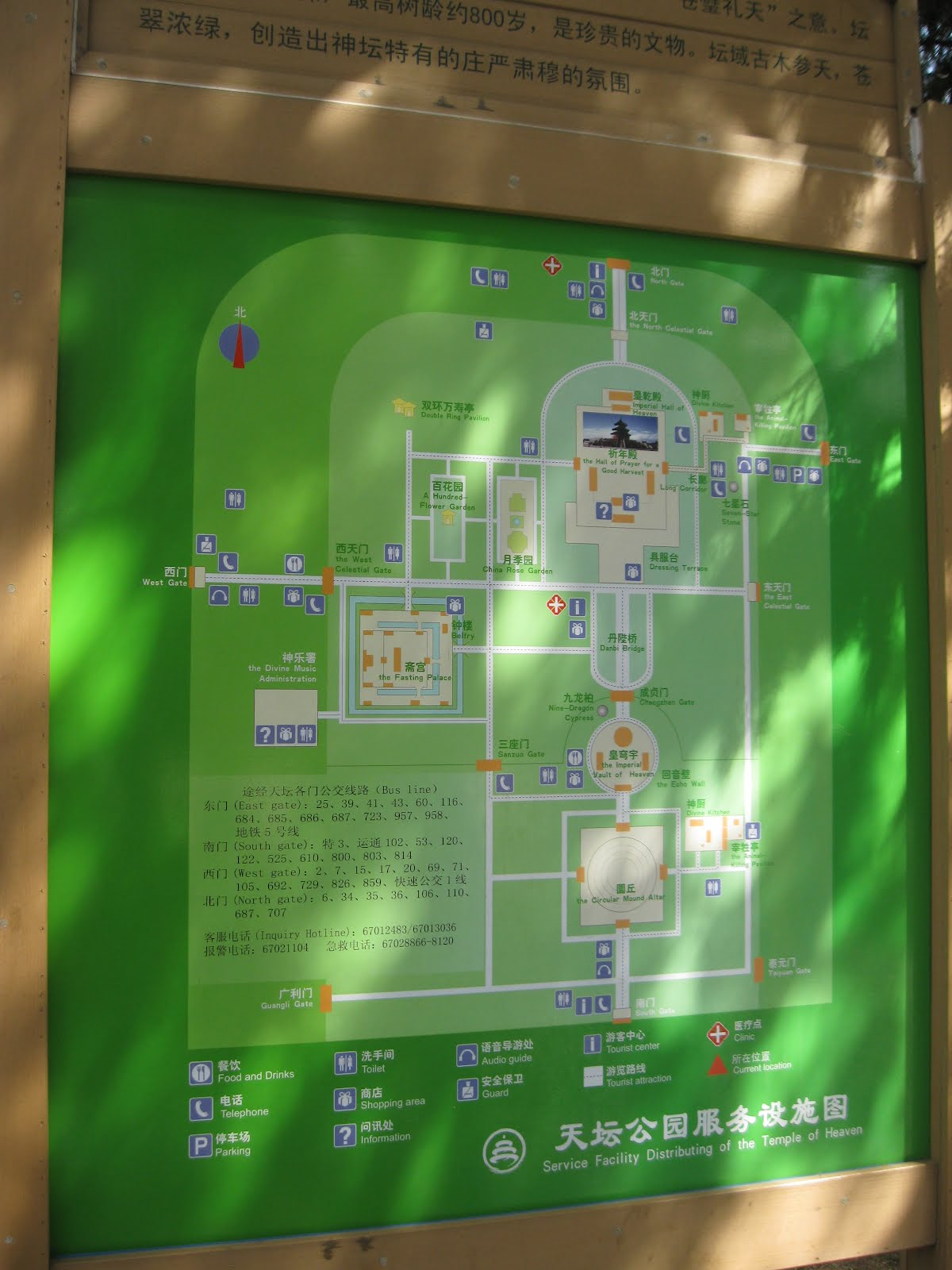
Mapa del complex del temple del cel.

Tots els dissenys del parc, tant la cerimònia, els edificis, la situació o la música tocada en la cerimònia, mostren característiques de l'arquitectura tradicional xinesa, i es basen en relacions entre números i organització espacial, que representen la relació entre el cel i la terra, mediats per l'emperador i il·lustren la cosmogonia xinesa, part molt important pel desenvolupament de la civilització. Reflecteixen la creença de la forma rodona del cel i la quadrada de la terra, com es veu en el fet que la part nord pren forma circular, mentre que la situada al sud agafa forma quadrada, alternativament representant els dos components. D'altra banda, les plantes de la majoria d'edificis són circulars, com els altars, les teulades i altres elements, fet que recorda al cercle de la vida. Aquest complex ha tingut gran influència en l'arquitectura i es podria considerar com una legitimació de les dinasties xineses.

## Edificis que el conformen
Els edificis importants en l'arquitectura xinesa tradicional solien construir-se sobre una o diverses terrasses, per tal de distingir-se dels edificis menors. Aquest fet es veu reflectit al complex, format per diversos edificis, els tres principals construïts al mateix eix.

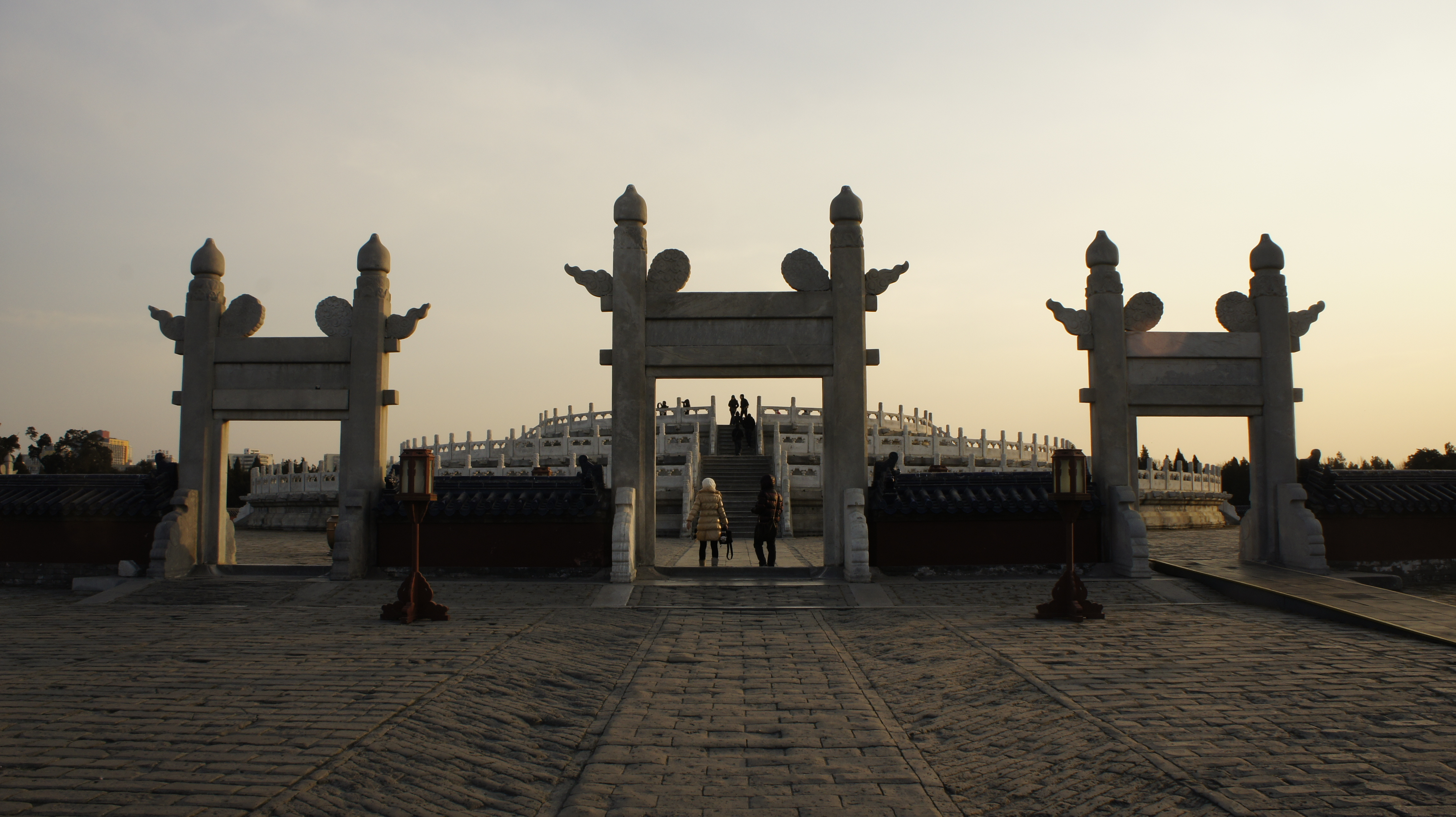
Altar circular i portes de pedra d'accés.

L'estructura on es duia a terme la cerimònia i al que el terme "temple del cel" es refereix pròpiament és l’Altar Circular, tot i que, com ja hem vist, s'ha acabat usant com a terme general per referir-se a tot el complex. Mesura 5m d’alçada i està construït sobre tres nivells de terrasses de roca de Fanshan, amb balustrades esculpides de marbre blanc, sota les quals se situen desaigues, rematats en forma de caps d'animals. Al centre de l'altar se situa una pedra circular que n'és el cor. Construït el 1530 i tornat a refer el 1749 després de la seva destrucció, està protegit per dos murs, un de circular interior, representant el cel, i un de quadrat extern, simbolitzant la terra. Aquests murs presenten una policromia vermella i estan coberts amb rajoles esmaltades de color púrpura, amb quatre accessos tant al mur rodó com al quadrat, cada un constant de tres portes Linxing de pedra, en les quatre direccions, que permeten la circulació. Aquest era el lloc on l'emperador retia culte al cel anualment i duia a terme sacrificis. Basava la seva geometria en el número nou (el més gran dels nombres imparells d’una sola xifra, atès que els nombres imparells eren considerats celestials, i el número de la força Yang), com es pot apreciar en el nombre de lloses que formen cada pis, sempre múltiples de nou, així com els esglaons entre cada nivell, simbolitzant els nous nivells del cel. Vist des de la muralla Zhaoheng al sud l'altar resta tant enlairat que la gent que s'hi situa sembla caminar pel cel.
El temple va haver de ser restaurat durant la dinastia Qing, sota el regnat de Qianlong, a causa de la seva destrucció durant la dinastia Ming.

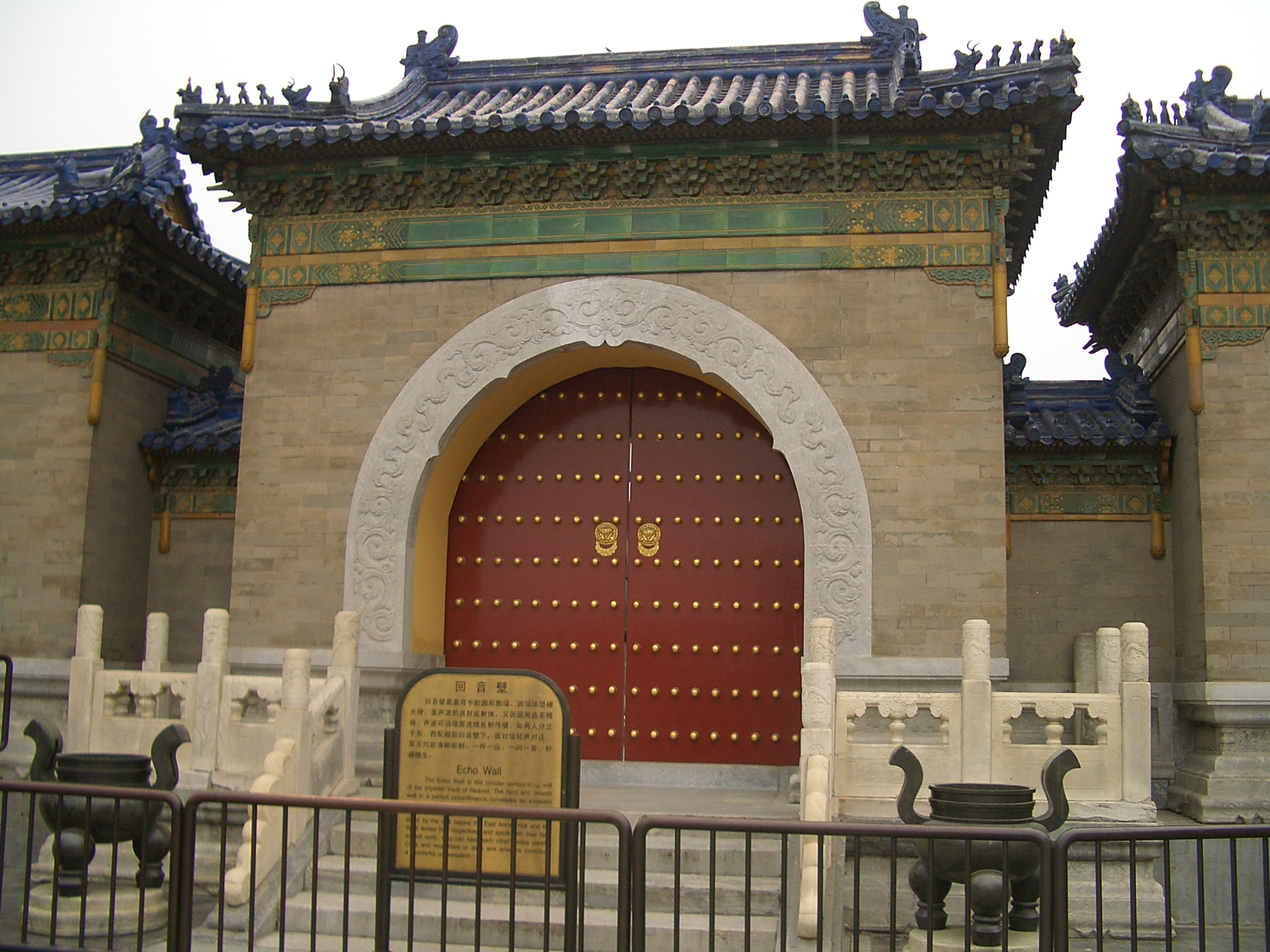
Portes del mur de l'Eco.

La cort divina, situada al sud de l'Altar Circular, dins de la porta d'esmalt, inclou principalment el Mur de l'Eco, la Volta Imperial del Cel i els salons de l'est i oest, dues construccions respectivament. La Porta d'Esmalt és l'accés a la cort divina, anomenada així pels seus suports fets d'esmalt, un model únic a la Xina, i per les rajoles d'esmalt de color blau cel del mur de maons.
El Mur de l'Eco envolta la cort divina, amb unes condicions acústiques molt particulars, ja que a la paret es poden trobar tres pedres separades, que transmeten el so pel mur, aconseguint que dues persones allunyades entre si es puguin comunicar perfectament si se situen prop de les pedres.

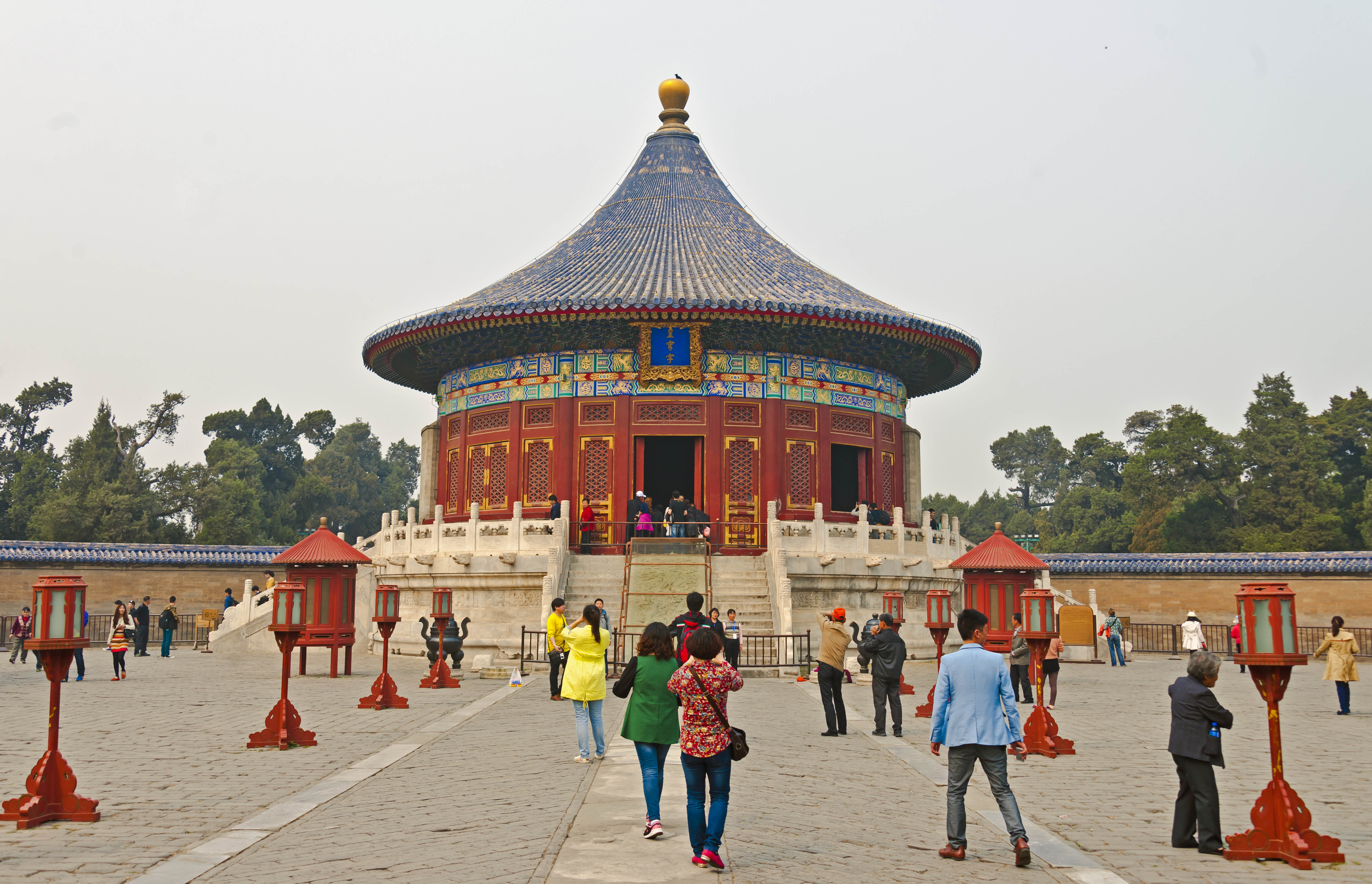
Edifici del Temple del Cel.

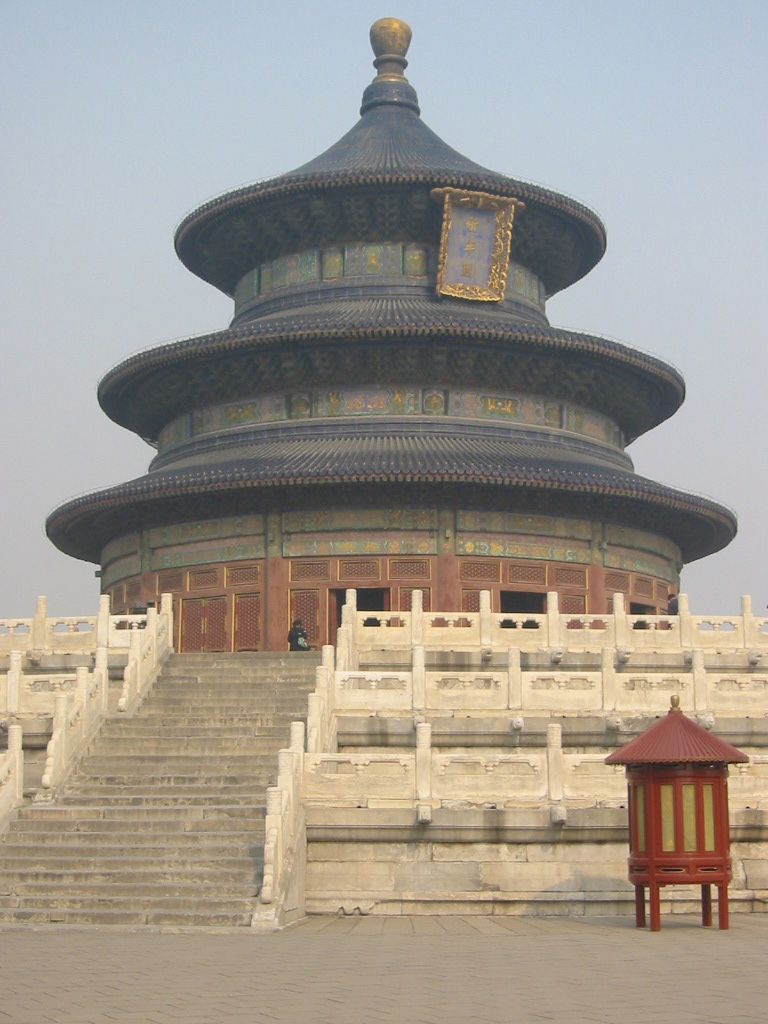
Altar de les Pregàries per les Bones Collites.

L'edifici imperial que té una gran importància al complex i es troba dins la cort divina és La volta imperial del Cel, cobert per una volta, més petit que el següent, l'Altar de les Pregàries per les Bones Collites, fet de fusta i maó. La seva funció principal era la conservació de les tauletes del déu suprem del cel i altres déus, que eren escortades a l'Altar Circular durant les cerimònies més importants. La seva teulada, coronat amb una esfera daurada a l'extrem de la cúpula, estava coberta per teules vidriades de color blau. Completat el 1530 i reconstruït vers 1752, té una planta circular de 15,6 metres de diàmetre. Tant l'estructura arquitectònica com els colors destaquen la importància del culte al cel. Vuit columnes interiors daurades, subjecten la "fang", biga grossa en forma de volta, amb motius de dracs i fènix que sosté a la vegada la cúpula, amb els mateixos motius, construint una organització molt complexa. L'artesanat de la volta té un gran valor, ja que es va reduint fins al medalló del fons, que representa un drac en espiral, i es considera un dels millors de l'arquitectura tradicional xinesa per la seva fina estructura; fou restaurat el 1974. Al centre del temple hi trobem un petit temple que guardava la tauleta del déu del cel, amb quatre plataformes de pedra a cada costat que custodiaven vuit tauletes dels avantpassats dels emperadors. Durant la cerimònia del cel es disposaven a l'Altar Circular i al acabar eren retornades a la volta. Dues Cambres situades enfront contenien diferents tauletes usades durant el culte. La de l'esquerra contenia tauletes dels déus dels elements bàsics, com de l'or, la fusta, l'aigua, el foc i la terra. La cambra de la dreta emmagatzemava les tauletes dels déus dels fenòmens naturals, tals com el vent, la pluja, els llamps o els trons.

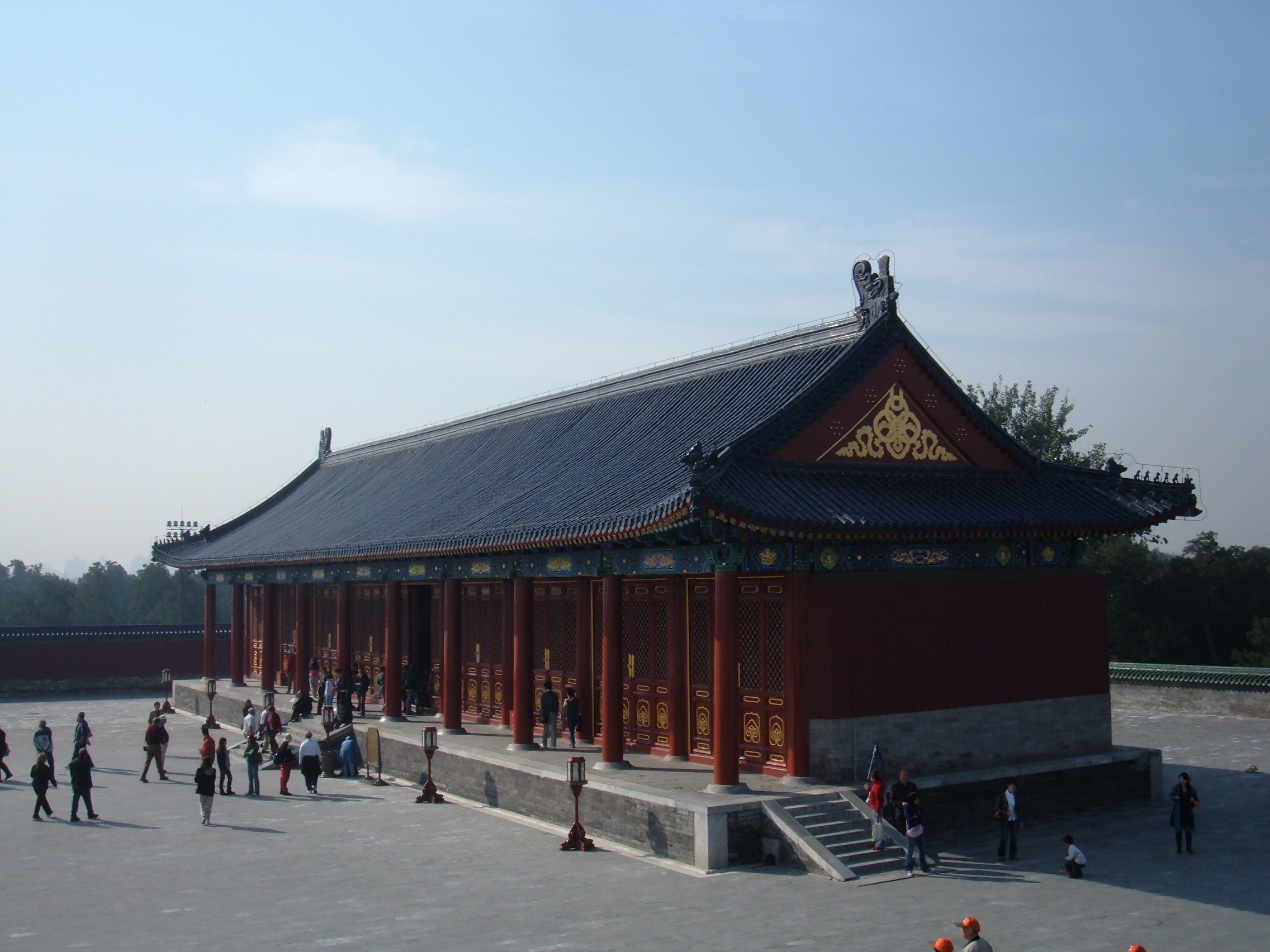
Saló de l'oest, que contenia les tauletes dels déus dels núvols, la pluja i el vent.

Els salons de l'est i l'oest també es trobaven dins de la cort sagrada, amb parets grises, teules blaves i pilars pintats de vermell; aquests es reservaven per guardar tauletes d'altres déus inferiors. La sala de l'est guardava les del déu del sol, les cinc estrelles (Mercuri, Mart, Venus, Júpiter i Saturn) i una arada, entre d'altres objectes preciosos. Ara també preserva les obres de cera del culte del cel. El saló oest contenia les tauletes del déu dels núvols, la pluja i el vent.
L'Altar de les Pregàries per les Bones Collites (Qinian) és l'edifici més conegut del complex, construït el 1420, basat en el model del temple del cel i de la terra de Nanjing, primerament anomenat "La Sala del Gran Sacrifici". Està situat al nord de la volta imperial i comunica amb el conjunt a través d'un pont, el camí diví. Darrere d'un pòrtic de maó trobem la porta per entrar a l'àrea del l'Altar de les Pregàries per les bones Collites, que se situa sobre una terrassa de sis metres d'alt de marbre blanc. Aquesta terrassa es divideix en tres nivells concèntrics amb balustrades rematades pel motiu del camí imperial repetit. Entre les escalinates del costat sud s'estén una llosa amb un relleu format per tres nivells: un drac a la part superior, un fènix al centre i núvols representats a la part inferior. Mesura aproximadament uns 38 metres d’alçada per 30 de diàmetre i va ser construït amb pilars de fusta sense utilitzar cap clau ni ciment. El temple té una coberta de triple aleró, fet de teules de ceràmica vidriada, que en un inici van ser construïdes de diferents colors, la més alta, blava representant el cel; la zona central, groga, símbol de l'emperador i fill del cel; i la més baixa, de color verd, simbolitzant la terra, amb la seva gent i tot allò situat per sota la sobirania del cel i del governant. Actualment, totes són de color blau des de l'última restauració de l'emperador Qianlong. A la teulada s'hi troben "fang" i l'ús de la tècnica "dou-gong", la col·locació en superposició de peces, anomenades "gong", de fusta, curtes i arquejades i alternativament sobresortint enfora, ja que se'ls hi intercalen peces quadrades que fan de coixí, "dou". Aquestes capes de "dou-gong" fan que els alerons es projectin cap enfora. Les portes i finestres estan pintades de color vermell potent i repletes de daurats decoratius. És fins i tot un pis més alta que el palau central de la ciutat prohibida.

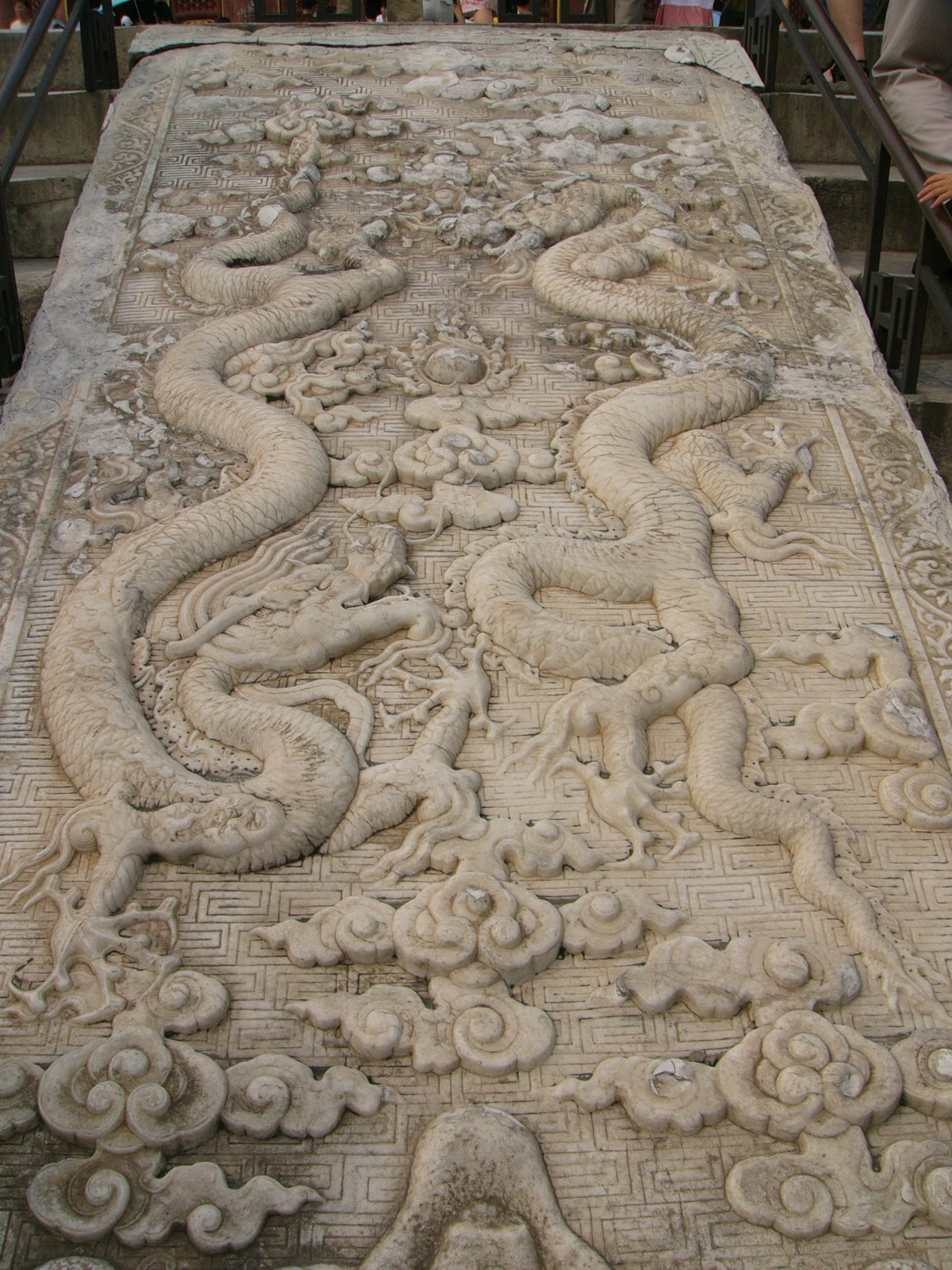
Llosa situada a l'escalinata sud de l'Altar, representant un drac.

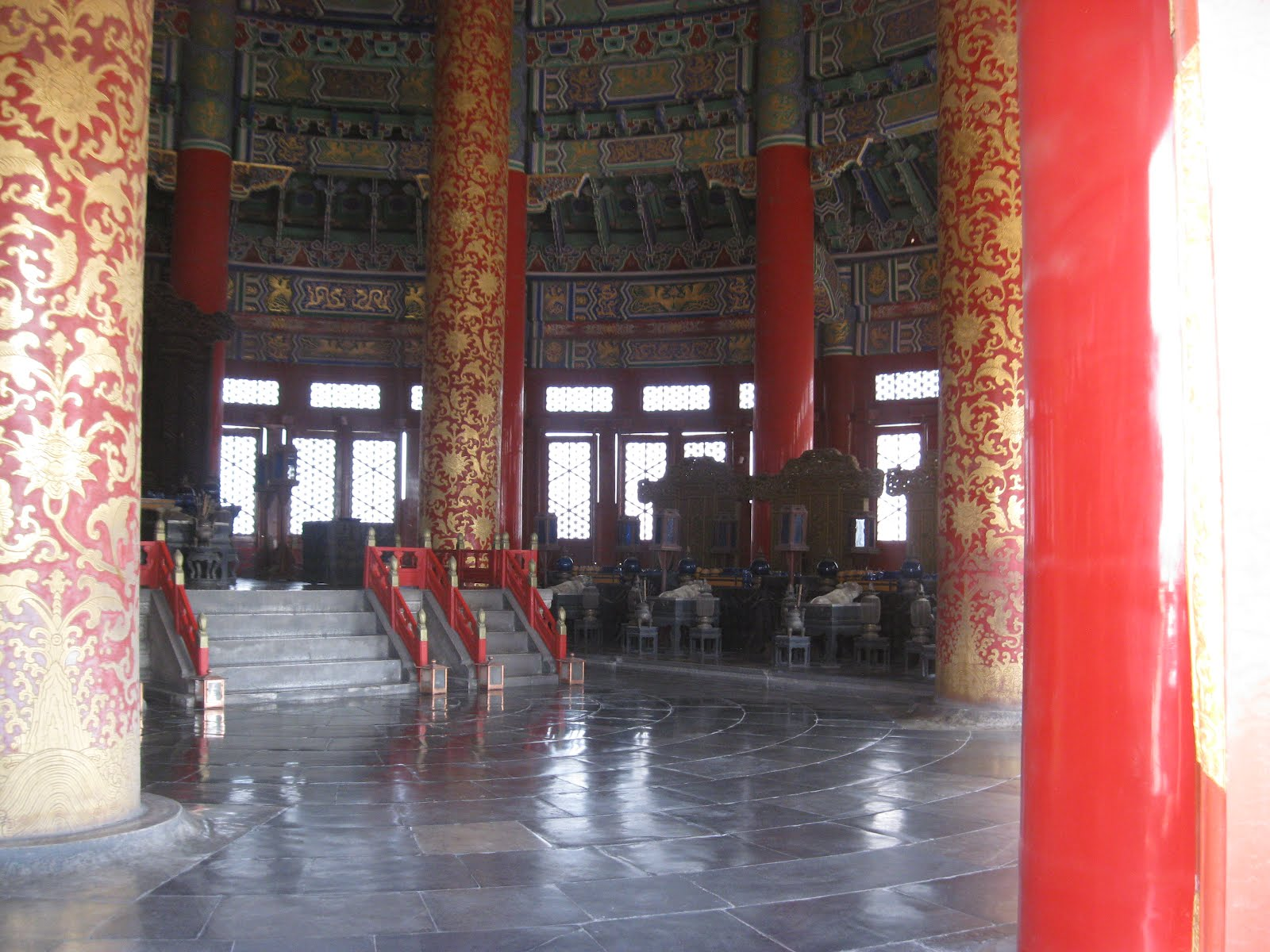
Interior de l'Altar de les Pregàries per les Bones Collites.

El seu interior imita l'estil dels antics palaus, conformat per tres cercles de columnes gegants de fusta: les 12 exteriors simbolitzen les 12 divisions del dia (tradicionalment dividit en grups de 2 hores), les 12 interiors representen els 12 mesos de l'any i les 4 centrals, de color vermell escarlata i motius de lotus, molt destacades entre el verdor de les bigues, simbolitzen les 4 estacions de l'any. En total els 24 pilars junts representen els 24 termes solars d'un any, que serveixen de guia per a l'agricultura, àmbit de molta importància en la societat de l'època. De fet, la majoria de símbols hi tenen relació, ja que el temple estava dedicat a les ofrenes al déu de les collites i l'agricultura.
Les columnes sustenten els tres nivells de la teulada, un enorme travesser quadrat (representant la terra) i un arquitrau circular (simbolitzant el cel) i la immensa cúpula interior en una proesa d'enginyeria. Al centre de l'interior del teulat s'hi representa també un drac, símbol de la reialesa i el poder suprem. Al centre de l'edifici es troba una pedra rodona de marbre anomenada "la pedra del drac i el fènix".
Era aquí on els emperadors oferien sacrificis al cel i pregaven per tenir bones collites l'any següent. El temple va ser construït el 1545 i restaurat el 1751, quan va adoptar el nom actual. No obstant això, per culpa d'un llamp, el 1889 va quedar reduït a cendres i va haver de ser restaurat l'any següent.

Als dos costats del pati de l'Altar de la Pregària per les Bones Collites s'hi troben dos edificis rectangulars de sostres blaus, que originalment eren annexats a l'edifici principal, i que actualment s'usen com a botiga i exposició d'instruments usats en la cerimònia. A la zona baixa del Nord de la cort celestial també s'hi situa el Saló del Zenit, on sovint es guardaven les tauletes de la cerimònia.

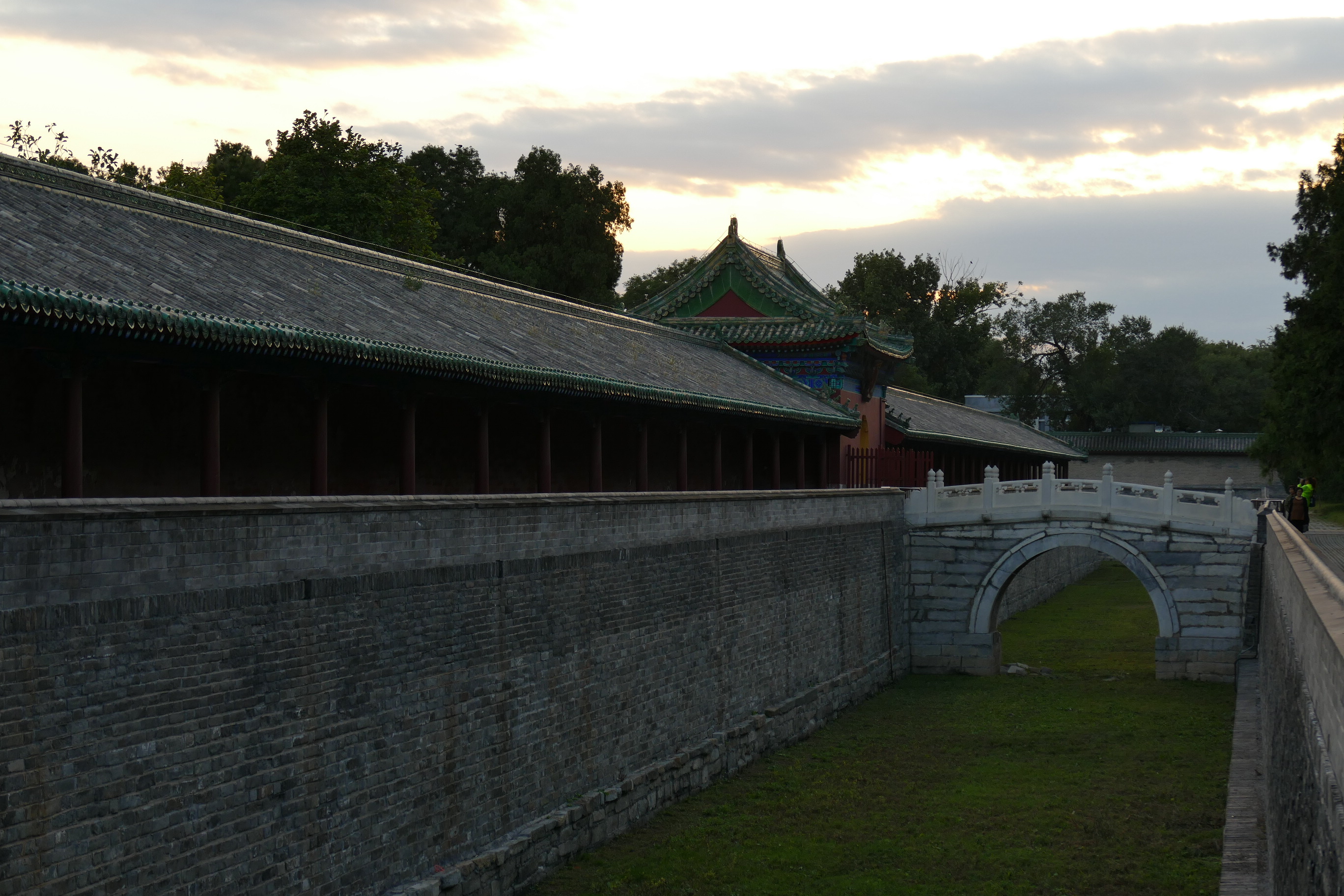
Miralles i Fossat del Palau de l'abstinència.

A l'Oest del complex es troba El palau de l'Abstinència, on l'emperador meditava abans de retre culte a cel i pregar per la collita. Es diu que també dejunava després de fer el sacrifici. Aquesta zona està envoltada per dues muralles, la interior anomenada "la ciutat de maó" i la exterior, "muralla lila"; compta amb sales de vigilància als quatre cantons i un fossat per garantir la seguretat de l'emperador. Una torre campanar se situava al nord-est, amb una campana que sonava cada vegada que l'emperador entrava o sortia del recinte. Dos pavellons de pedra s'alçaven al centre, i dins el de l'esquerra hi havia un plat de bronze amb la paraula "abstinència" gravada, per recordar a l'emperador de dur a terme les regles del ritual. Un edifici sense obertures amb na coberta de teules blaves simbolitzava la supremacia de l'emperador del cel que havia de tenir en compte sempre l'emperador. En la ciutat prohibida es troba una versió més simple d'aquest palau.
El pont dels esglaons vermells és el camí que connecta els dos altars i edificis intermedis del complex, amb una llargària de 360 metres i una amplària de 30, ocupa un gran espai. Porta aquest nom degut a l'existència sota seu d'un encreuament que era fet servir pels animals destinats a sacrificar. La seva altura es va incrementant des d'un metre d'alt en un costat als 4 metres de l'altre, representant la distància entre el cel i la terra. Al terra hi han dibuixats tres camins, el de l'esquerra reservat per l'emperador, el de la dreta pels ministres i el central pel déu del cel.

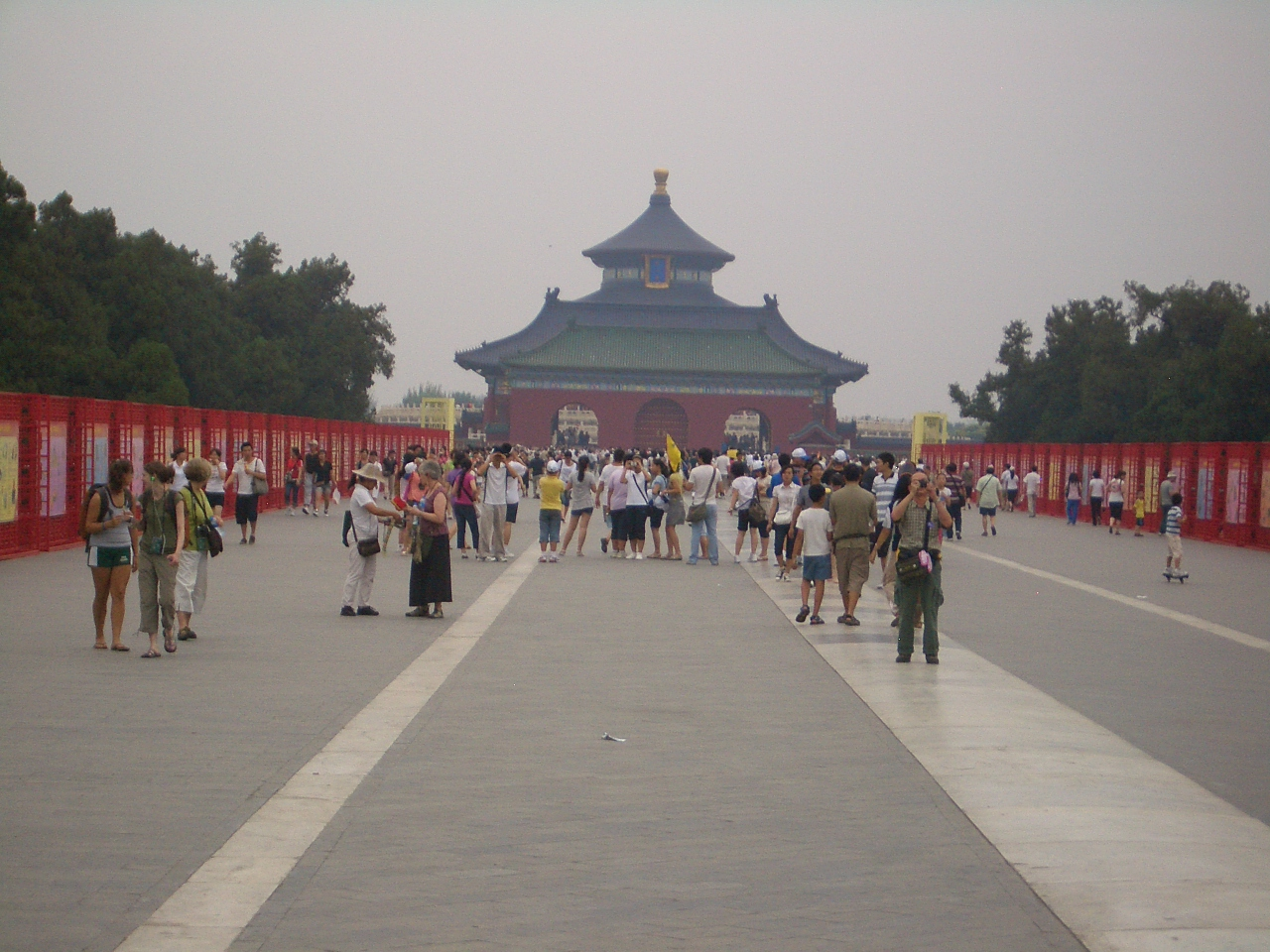
Pont Danbi o dels esglaons vermells.

Prop del final nord del pont se situa una terrassa de 150 metres quadrats que era on l'emperador es canviava le roba cerimonial dins una tenda, on també hi havia un tron i cremadors d'encens.
Altres sales importants que es troben en el recinte són la Sala de l'Administració de la Música Divina, on se situava l'organització imperial que s'encarregava de tocar la música durant les cerimònies, l'Estable pels Animals Sacrificats i el monument de Les Set Pedres-Estrella, en record a l'antiga muntanya on se celebrava el culte al cel.
També s'hi troba el Pavelló de la Longevitat dels Dos Cercles a l'oest de l'Altar de les Pregàries per les Bones Collites, amb una estructura que connecta els dos pavellons amb molta destresa per formar una obra única, construïda per l'emperador Qianlong el 1714 per celebrar el cinquantè aniversari de la seva mare, originalment al palau imperial, situat aquí el 1977. A prop d'aquí també es troben altres edificis destacats com el Pavelló de totes les Flors o el Pavelló de les Cent Escenes.

## Consideracions geogràfiques
Entendre el motiu de les construccions requereix coneixements de les referències xineses geogràfiques i cosmològiques tals com el Yin i el Yang, per tal d'entendre el motiu de la localització de cada edifici i element. Per exemple, els antics consideraven que les afores de la ciutat se situaven a 5 km dels límits de la població, pel que el temple se situa a només 3.5 km del centre de la ciutat. De la mateixa manera, es considera que el sud és la localització del Yang, oposat al nord, on s'emplaçava el Yin. És per aquest motiu que es considera obvi que el temple del cel s'ha de situar al sud. El sud-est correspon al Bing, el tercer caràcter dels 10 sistemes celestials, on es concentren tots els elements del Yang, la localització perfecte pel temple del cel. El que es vol transmetre és la sobirania del cel i la naturalesa divina de la reialesa, justificada a través del mateix cel.

## La cerimònia
Les cerimònies xineses fetes a l'altar estaven regulades per les institucions antigues i tenien un rol central en la política de la regió, organitzats durant la dinastia Qing per un ministeri de rituals, que s'encarregava de les cerimònies, amb una oficina especialment dirigida a la preparació de les dutes a terme al temple del cel. La cerimònia més important del sistema imperial de rituals es feia a l'Altar Circular del cel el dia del solstici d'hivern. S'ha d'entendre a partir del rol de l'emperador, anomenat "fill del cel", era l'encarregat de regir la humanitat en nom del cel, a qui retia culte mitjançant una cerimònia anualment, adoptant el paper d'interlocutor entre els dos. Aquesta cerimònia ha tingut una llarga història a la Xina i els emperadors que la van dur a terme van ser de les dinasties Qing i Ming.

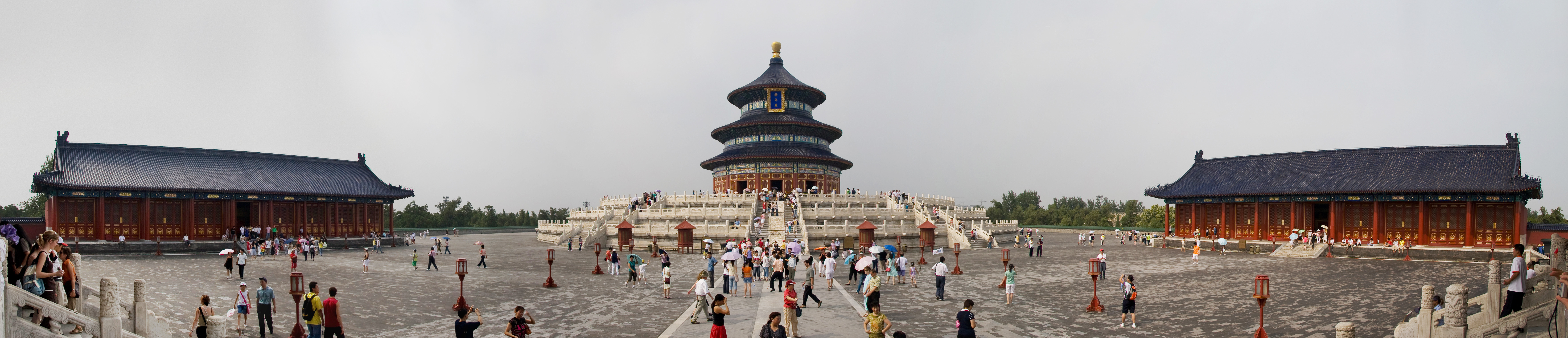
Vista panoràmica de l'Altar de les Pregàries per a les Collites flanquejat pels salons de l'est i l'oest.

Si cerquem els inicis de sacrificis rituals els trobem en documents històrics de la dinastia Xia, 2000 anys anterior a la nostra època, i combinaria probablement religió, natura, filosofia, política, entre d'altres. El ritual, es pensa que ocuparia un lloc molt important en l'antiga vida política, amb arquitectures dedicades pels sacrificis situades en grans ciutats, amb una avançada arquitectura demostrant l'antiguitat de la institució del ritual.
Durant els primers anys de la Xina clàssica l'altar dedicat a la terra-cel es trobava a la muntanya de Taishan, on s'hi feia un gran ritual molt solemne. Els emperadors eren els únics capacitats per oficiar-lo com a sacerdots, i fins i tot ells no sempre podien dur a terme el culte, ja que es considerava tan sagrat que requeria una gran majestat i noblesa per part del rei, i havia d'estar aprovat mitjançant símbols auspiciosos. Els aristòcrates de rangs més baixos podien retre culte a les muntanyes locals sense la població per tal de respectar els rituals.

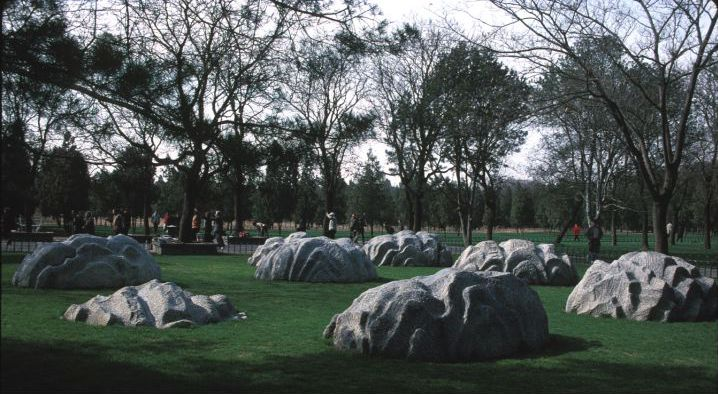
Les Set Pedres-Estrelles, representant l'antic escenari del culte al cel, la muntanya Taishan.

El ritual, de la mateixa manera, tenia un cost molt alt, que s'havia de tenir en compte, motiu pel qual alguns emperadors preferien no dur-lo a terme, com l'emperador Taizong de la dinastia Tang. Tot i això, d'altres emperadors van continuar fent la cerimònia a la muntanya de Taishan, com els de la dinastia Song. Encara que es construís el 1420 el complex del temple del cel a la ciutat de Pequín, la muntanya Teishan continuava sent la terra virtual del ritual, motiu pel qual es va afegir al complex el grup de Les Set Pedres-Estrelles, simbolitzant els set cims de la muntanya, a l'est de l'Altar de les Pregàries per les Bones Collites. L'oració per la collita es feia en dos cops l'any: el 8è dia del primer més lunar, pregant per bones collites i durant el solstici d'estiu, per demanar pluges.
La preparació de la cerimònia del solstici d'hivern al temple del cel, la més alta en la jerarquia cerimonial, començava dies abans, quan els oficials arreglaven els instruments rituals i els edificis, s'elegien els animals per al sacrifici, es netejaven els altars i altres tasques preparatives.
L'emperador emergia de la ciutat prohibida tres dies abans del solstici i es dirigia cap al temple del cel amb la seva guàrdia d'honor, en la processó de culte al cel. Durant l'any 13è de l'emperador Qianlong, durant la cerimònia la guàrdia reial d'honor estigué formada per 3.500 oficials, 9 elefants i era seguida per 4 capitans amb estandards al vent. L'emperador entrava al temple per la porta de Zhaoheng i inspeccionava les preparacions acompanyat pels oficiants del ritual, abans de retirar-se al Palau de l'Abstinència. Durant tres dies l'emperador residia en palau meditant i duent a terme banys rituals, sense menjar carn, beure alcohol ni cap mena d'entreteniment, deixant les concubines a la ciutat prohibida. Aquest procés va anar canviant, ja que en altres èpoques els emperadors meditaven a la ciutat prohibida i només arribaven al palau del complex un dia abans, per por que es produïssin d'intents d'assassinat.

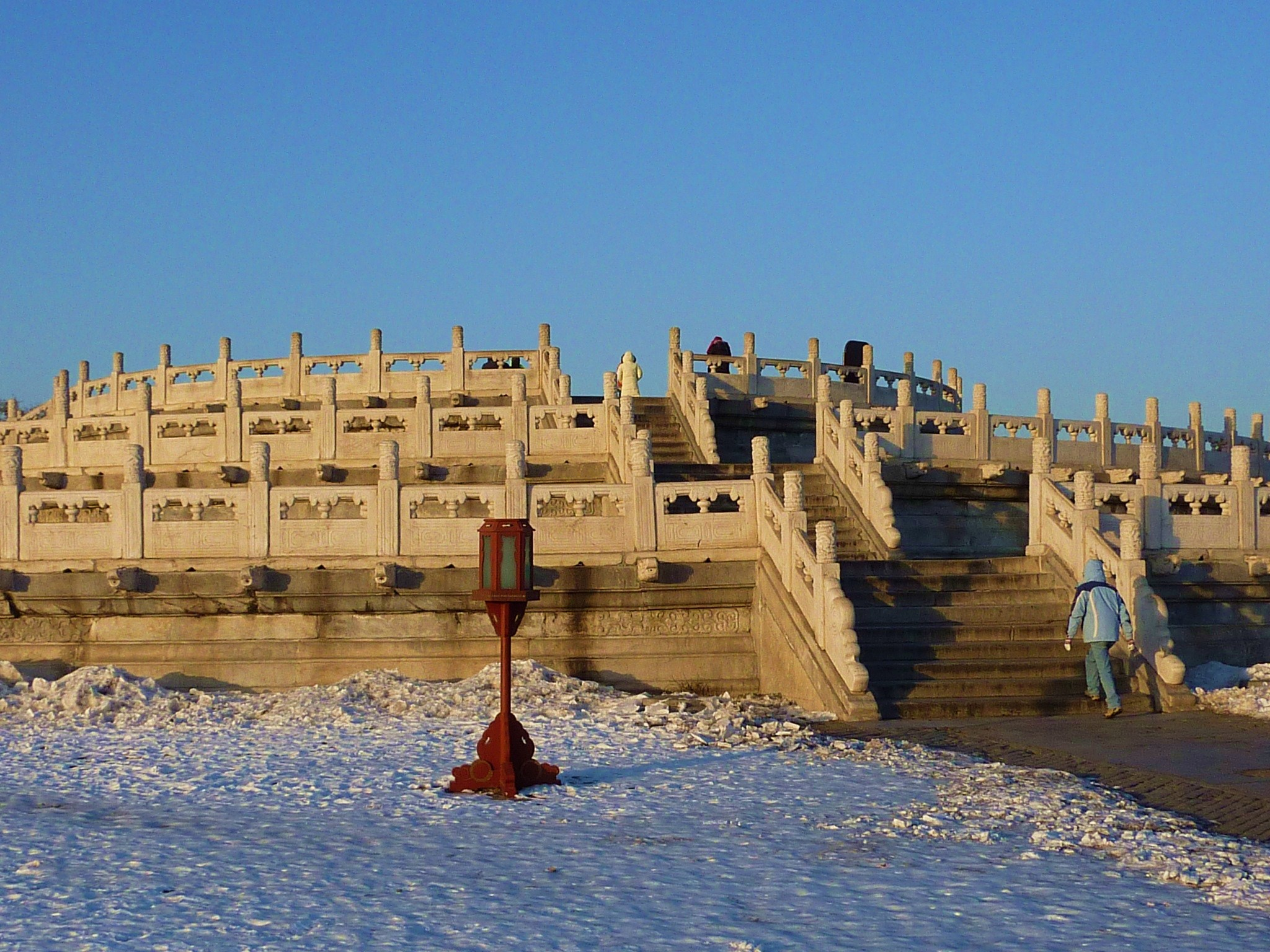
Altar Circular on es duia a terme la cerimònia.

La cerimònia en si començava a les quatre del matí, quan l'emperador ascendia a l'altar amb deu ministres, moment en què es colpejava una campana per avisar tots els presents. Durant la cerimònia es duien a terme 9 passos sofisticats, començant per un sacrifici al iniciar els càntics l'oficiant, quan el forn sagrat començava a cremar. Al voltant de l'altar se situaven 12 forns de bronze, 8 davant el forn sagrat i 4 a les portes de l'altar, on es cremaven branques de pi que emetien sorolls al encendre's i perfums, que produïen l'expulsió del mal i conduirien les pregàries al cel. L'altar s'il·luminava amb tres estructures de 36 metres d'alt que aguantaven llums, simulant al cel les prematures llums del matí. L'emperador feia senyals amb els llums per tal que en les altres feudalitats que es trobaven lluny sabessin que s'estava duent a terme el culte al cel. A la vegada, tals senyals feien partícips a tots els observadors de la ciutat de la cerimònia.
Al costat dels forns de ferro se situaven les tombes sagrades, on s'havien d'enterrar les cues dels vedells sacrificats, junt amb la sang i el pèl, en memòria dels avantpassats que havien begut sang i menjat carn crua abans de la invenció del foc. Sobre l'altar l'emperador es comunicava amb el cel, explicant els fets de l'últim any, confessava els seus pecats i demanava perdó i pregava al cel per tal que quedés satisfet amb el seu sacrifici i beneís el país durant l'any següent. La cerimònia acabava amb música antiga i el perfum de la crema de les branques de pi.
El ritual va arribar al seu apogeu durant l'època de l'emperador Qianlong, que el va dur a terme 59 cops dels 61 anys que va regnar. Solia caminar des de la ciutat prohibida fins al temple en reverencia al cel, però després de fer 60 anys va escurçar el ritual, tot i que va promoure el culte i va portar als seus ministres a adoptar el culte al cel.
L'últim a dur a terme la cerimònia va ser Yuan Shih-kai, el president electe, que vestint roba Ming va visitar el temple i retre culte al cel a l'altar imperial el 1914. Un any després, es va fer coronar com a emperador pel congrés, proclamant el nou imperi republicà de la Xina. Degut a les protestes va haver de renunciar al tron 83 dies més tard. Aquest fet expressa clarament com es duia a terme la cerimònia per tal de donar justificació divina a l'autoritat de l'emperador, i els rituals determinaven l'ordre social, marcats per els filòsofs antics, que marcaven la separació entre el cel i la terra.

## Obertura al públic

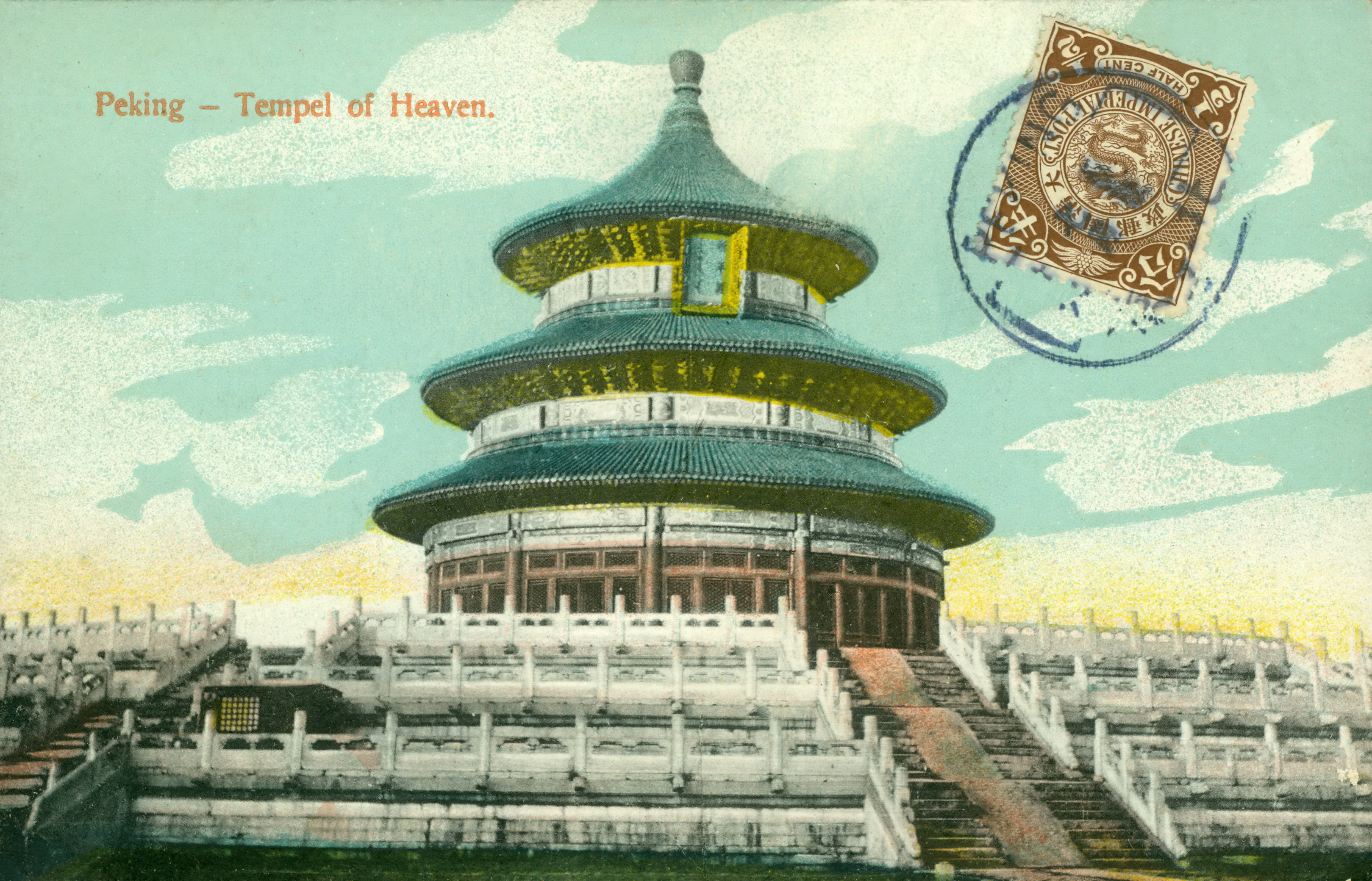
Postal del temple del cel (1898).

Degut al seu caràcter imperial el complex no era visitable per la població, que no hi tenia permesa l'entrada, ni tan sols a la cerimònia, que observaven des de fora. Aquest fet va començar a canviar l'any 1911, quan va acabar el servei diví amb el destronament de l'emperador Puyi, l'últim emperador de la Xina. L'entrada al temple va continuar estant prohibida, tot i que les muralles no van retenir la curiositat del poble. La literatura sobre el Pequín imperial fou molt influent, i cada vegada més persones s'aventuraven a entrar al complex, tot i la prohibició oficial. Aquest fet va causar la seva obertura al públic el 1918, promovent el Pequín imperial.
Els altars van ser els espais que més aviat es van obrir al públic, com a llocs històrics, tot i que el 1925 encara hi havia molts emplaçaments tancats. El 1918 va ser quan es va obrir el complex, convertit en parc, com a testimoni de l'època antiga i va ser el més visitat pels forasters, considerat com un dels més bells i sublims de Pequín.
L'altar de les Bones Collites, amb el seu terrat blau, va ser retratat en segells el 1909 amb la pujada al tron de Xuantong, i en diverses ocasions commemoratives i consta en les portades de molts llibres.
Tot el complex es conserva en un estat de preservació molt favorable, d'acord amb les evidències arqueològiques, tal com es va reconstruir en la dinastia Qing, que en preserva el context històric i expressa la importància com a component de la Xina tradicional. És un clar exemple de com els edificis xinesos reflecteixen clarament idees filosòfiques, cosmogonia, rituals i els conceptes culturals característics de l'època en què van ser ideats.